# Яворник (Шторе)
Яворник (словен. Javornik) — поселення в общині Шторе, Савинський регіон, Словенія. Висота над рівнем моря: 579,8 м.